# Kragujevac Wild Boars
I Kragujevac Wild Boars sono una squadra di football americano di Kragujevac, in Serbia; fondati nel 2003, hanno vinto 9 campionati nazionali e 1 titolo CEFL.

## Dettaglio stagioni

### Tackle

#### Tornei nazionali

##### Campionato

###### Superliga/Prva Liga
| Stagione | regular season | regular season | regular season | regular season | regular season | regular season | playoff | playoff | playoff | playoff | playoff | playoff      | playoff                |
|          | Vin            | Par            | Per            | Tot            | PF             | PS             | Vin     | Per     | Tot     | PF      | PS      | risultato    | avversaria             |
| -------- | -------------- | -------------- | -------------- | -------------- | -------------- | -------------- | ------- | ------- | ------- | ------- | ------- | ------------ | ---------------------- |
| 2011     | 7              | 0              | 0              | 7              | 366            | 105            | 1       | 1       | 2       | 88      | 51      | Serbian Bowl | Beograd Vukovi         |
| 2012     | 6              | 0              | 1              | 7              | 344            | 82             | 1       | 1       | 2       | 80      | 89      | Serbian Bowl | Beograd Vukovi         |
| 2013     | 5              | 0              | 2              | 7              | 186            | 121            | 1       | 1       | 2       | 29      | 48      | Serbian Bowl | Beograd Vukovi         |
| 2014     | 5              | 0              | 2              | 7              | 241            | 75             | 1       | 1       | 2       | 43      | 48      | Serbian Bowl | Beograd Vukovi         |
| 2015     | 4              | 0              | 3              | 7              | 199            | 116            | 0       | 1       | 1       | 14      | 21      | Semifinale   | Novi Sad Dukes         |
| 2016     | 6              | 0              | 1              | 7              | 248            | 95             | 2       | 0       | 2       | 86      | 41      | Campioni     | Beograd Vukovi         |
| 2017     | 7              | 0              | 0              | 7              | 263            | 60             | 2       | 0       | 2       | 74      | 19      | Campioni     | Novi Sad Dukes         |
| 2018     | 7              | 0              | 0              | 7              | 310            | 110            | 2       | 0       | 2       | 103     | 50      | Campioni     | Beograd Vukovi         |
| 2019     | 7              | 0              | 0              | 7              | 353            | 78             | 2       | 0       | 2       | 95      | 67      | Campioni     | Beograd Vukovi         |
| 2020     | 5              | 0              | 0              | 5              | 261            | 203            | 0       | 1       | 1       | 44      | 65      | Semifinale   | Jagodina Black Hornets |
| 2021     | 4              | 0              | 2              | 6              | 247            | 126            | 0       | 1       | 1       | 24      | 26      | Semifinale   | Banat Bulls            |
| 2022     | 5              | 0              | 1              | 6              | 226            | 53             | 1       | 1       | 2       | 54      | 24      | Serbian Bowl | Beograd Vukovi         |
| Totale   | 68             | 0              | 12             | 80             | 2544           | 1224           | 13      | 8       | 21      | 734     | 549     |              |                        |

Fonti: Enciclopedia del Football - A cura di Roberto Mezzetti

##### Campionati giovanili

###### Juniorska Liga
| Stagione | regular season | regular season | regular season | regular season | regular season | regular season | playoff | playoff | playoff | playoff | playoff | playoff   | playoff            |
|          | Vin            | Par            | Per            | Tot            | PF             | PS             | Vin     | Per     | Tot     | PF      | PS      | risultato | avversaria         |
| -------- | -------------- | -------------- | -------------- | -------------- | -------------- | -------------- | ------- | ------- | ------- | ------- | ------- | --------- | ------------------ |
| 2015     | 5              | 0              | 0              | 5              | 169            | 31             | 2       | 0       | 2       | 52      | 35      | Campioni  | Kikinda Mammoths   |
| 2016     | 3              | 0              | 0              | 3              | 82             | 15             | 1       | 1       | 2       | 49      | 64      | Finale    | Novi Sad Wild Dogs |
| 2017     | 3              | 0              | 1              | 4              | 88             | 47             | -       | -       | -       | -       | -       | -         | -                  |
| Totale   | 11             | 0              | 1              | 12             | 339            | 93             | 3       | 1       | 4       | 101     | 99      |           |                    |

Fonti: Enciclopedia del Football - A cura di Roberto Mezzetti

###### Kadetska Liga
| Stagione | regular season | regular season | regular season | regular season | regular season | regular season | playoff | playoff | playoff | playoff | playoff | playoff   | playoff    |
|          | Vin            | Par            | Per            | Tot            | PF             | PS             | Vin     | Per     | Tot     | PF      | PS      | risultato | avversaria |
| -------- | -------------- | -------------- | -------------- | -------------- | -------------- | -------------- | ------- | ------- | ------- | ------- | ------- | --------- | ---------- |
| 2016     | 0              | 0              | 2              | 2              | 8              | 88             | -       | -       | -       | -       | -       | -         | -          |
| 2017     | 2              | 0              | 2              | 4              | 94             | 33             | -       | -       | -       | -       | -       | -         | -          |
| Totale   | 2              | 0              | 4              | 6              | 102            | 121            | -       | -       | -       | -       | -       |           |            |

Fonti: Enciclopedia del Football - A cura di Roberto Mezzetti

###### Pionirska Liga
| Stagione | regular season | regular season | regular season | regular season | regular season | regular season | playoff | playoff | playoff | playoff | playoff | playoff   | playoff    |
|          | Vin            | Par            | Per            | Tot            | PF             | PS             | Vin     | Per     | Tot     | PF      | PS      | risultato | avversaria |
| -------- | -------------- | -------------- | -------------- | -------------- | -------------- | -------------- | ------- | ------- | ------- | ------- | ------- | --------- | ---------- |
| 2015     | 2              | 0              | 4              | 4              | 116            | 100            | -       | -       | -       | -       | -       | -         | -          |
| 2016     | 2              | 0              | 2              | 4              | 100            | 76             | -       | -       | -       | -       | -       | -         | -          |
| 2017     | 0              | 0              | 3              | 3              | 50             | 118            | -       | -       | -       | -       | -       | -         | -          |
| Totale   | 4              | 0              | 9              | 13             | 266            | 294            | -       | -       | -       | -       | -       |           |            |

Fonti: Enciclopedia del Football - A cura di Roberto Mezzetti

#### Tornei internazionali

##### IFAF Europe Champions League
| Stagione | regular season | regular season | regular season | regular season | regular season | regular season | playoff | playoff | playoff | playoff | playoff | playoff   | playoff    |
|          | Vin            | Par            | Per            | Tot            | PF             | PS             | Vin     | Per     | Tot     | PF      | PS      | risultato | avversaria |
| -------- | -------------- | -------------- | -------------- | -------------- | -------------- | -------------- | ------- | ------- | ------- | ------- | ------- | --------- | ---------- |
| 2017     | -              | -              | -              | -              | -              | -              | -       | -       | -       | -       | -       | -         | -          |
| Totale   | -              | -              | -              | -              | -              | -              | -       | -       | -       | -       | -       |           |            |

Fonti: Enciclopedia del Football - A cura di Roberto Mezzetti

##### Central European Football League
| Stagione | regular season | regular season | regular season | regular season | regular season | regular season | playoff | playoff | playoff | playoff | playoff | playoff          | playoff        |
|          | Vin            | Par            | Per            | Tot            | PF             | PS             | Vin     | Per     | Tot     | PF      | PS      | risultato        | avversaria     |
| -------- | -------------- | -------------- | -------------- | -------------- | -------------- | -------------- | ------- | ------- | ------- | ------- | ------- | ---------------- | -------------- |
| 2014     | 4              | 0              | 2              | 6              | 156            | 126            | -       | -       | -       | -       | -       | -                | -              |
| 2017     | 2              | 0              | 0              | 2              | 71             | 29             | 0       | 1       | 1       | 20      | 55      | CEFL Bowl        | Tirol Raiders  |
| 2018     | 1              | 0              | 1              | 2              | 75             | 67             | -       | -       | -       | -       | -       | -                | -              |
| 2019     | 1              | 0              | 2              | 3              | 99             | 143            | -       | -       | -       | -       | -       | -                | -              |
| 2021     | -              | -              | -              | -              | -              | -              | 0       | 1       | 1       | 7       | 82      | Quarti di finale | Vienna Vikings |
| Totale   | 8              | 0              | 5              | 13             | 401            | 365            | 0       | 2       | 2       | 27      | 137     |                  |                |

Fonti: Enciclopedia del Football - A cura di Roberto Mezzetti

##### EFAF Cup
| Stagione | regular season | regular season | regular season | regular season | regular season | regular season | playoff | playoff | playoff | playoff | playoff | playoff   | playoff      |
|          | Vin            | Par            | Per            | Tot            | PF             | PS             | Vin     | Per     | Tot     | PF      | PS      | risultato | avversaria   |
| -------- | -------------- | -------------- | -------------- | -------------- | -------------- | -------------- | ------- | ------- | ------- | ------- | ------- | --------- | ------------ |
| 2011     | 1              | 0              | 0              | 1              | 51             | 7              | 1       | 1       | 2       | 42      | 51      | Finale    | London Blitz |
| Totale   | 1              | 0              | 0              | 1              | 51             | 7              | 1       | 1       | 2       | 42      | 51      |           |              |

Fonti: Enciclopedia del Football - A cura di Roberto Mezzetti

##### EFAF Challenge Cup
| Stagione | regular season | regular season | regular season | regular season | regular season | regular season | playoff | playoff | playoff | playoff | playoff | playoff    | playoff     |
|          | Vin            | Par            | Per            | Tot            | PF             | PS             | Vin     | Per     | Tot     | PF      | PS      | risultato  | avversaria  |
| -------- | -------------- | -------------- | -------------- | -------------- | -------------- | -------------- | ------- | ------- | ------- | ------- | ------- | ---------- | ----------- |
| 2009     | 2              | 0              | 1              | 3              | 148            | 51             | 0       | 1       | 1       | 0       | 35      | Semifinale | Győr Sharks |
| Totale   | 2              | 0              | 1              | 3              | 148            | 51             | 0       | 1       | 1       | 0       | 35      |            |             |

Fonti: Enciclopedia del Football - A cura di Roberto Mezzetti

### Flag

#### Campionato

##### Seniorska Fleg Liga
| Stagione | regular season | regular season | regular season | regular season | regular season | regular season | playoff | playoff | playoff | playoff | playoff | playoff   | playoff    |
|          | Vin            | Par            | Per            | Tot            | PF             | PS             | Vin     | Per     | Tot     | PF      | PS      | risultato | avversaria |
| -------- | -------------- | -------------- | -------------- | -------------- | -------------- | -------------- | ------- | ------- | ------- | ------- | ------- | --------- | ---------- |
| 2016     | 4              | 0              | 2              | 6              | 188            | 127            | -       | -       | -       | -       | -       | -         | -          |
| Totale   | 4              | 0              | 2              | 6              | 188            | 127            | -       | -       | -       | -       | -       |           |            |

Fonti: Enciclopedia del Football - A cura di Roberto Mezzetti

##### Ženska Fleg Liga
| Stagione | regular season | regular season | regular season | regular season | regular season | regular season | playoff | playoff | playoff | playoff | playoff | playoff       | playoff    |
|          | Vin            | Par            | Per            | Tot            | PF             | PS             | Vin     | Per     | Tot     | PF      | PS      | risultato     | avversaria |
| -------- | -------------- | -------------- | -------------- | -------------- | -------------- | -------------- | ------- | ------- | ------- | ------- | ------- | ------------- | ---------- |
| 2015     | 6              | 0              | 0              | 6              | 270            | 101            | 1       | 1       | 2       | 40      | 51      | Secondo posto | -          |
| 2016     | 5              | 0              | 1              | 6              | 260            | 38             | -       | -       | -       | -       | -       | -             | -          |
| 2017     | 5              | 0              | 1              | 6              | 141            | 65             | -       | -       | -       | -       | -       | -             | -          |
| Totale   | 11             | 0              | 1              | 12             | 530            | 139            | 1       | 1       | 2       | 40      | 51      |               |            |

Fonti: Enciclopedia del Football - A cura di Roberto Mezzetti

#### Campionati giovanili

##### Pionirska Fleg Liga
| Stagione | regular season | regular season | regular season | regular season | regular season | regular season | playoff | playoff | playoff | playoff | playoff | playoff           | playoff    |
|          | Vin            | Par            | Per            | Tot            | PF             | PS             | Vin     | Per     | Tot     | PF      | PS      | risultato         | avversaria |
| -------- | -------------- | -------------- | -------------- | -------------- | -------------- | -------------- | ------- | ------- | ------- | ------- | ------- | ----------------- | ---------- |
| 2015     | 3              | 0              | 1              | 4              | 172            | 142            | 1       | 3       | 4       | 71      | 106     | Torneo semifinale | -          |
| 2016     | 6              | 0              | 6              | 12             | 368            | 336            | -       | -       | -       | -       | -       | -                 | -          |
| 2017     | 3              | 0              | 3              | 6              | 131            | 172            | -       | -       | -       | -       | -       | -                 | -          |
| Totale   | 12             | 0              | 10             | 22             | 671            | 650            | 1       | 3       | 4       | 71      | 106     |                   |            |

Fonti: Enciclopedia del Football - A cura di Roberto Mezzetti

##### Fleg Liga Petlića
| Stagione | regular season | regular season | regular season | regular season | regular season | regular season | playoff | playoff | playoff | playoff | playoff | playoff   | playoff    |
|          | Vin            | Par            | Per            | Tot            | PF             | PS             | Vin     | Per     | Tot     | PF      | PS      | risultato | avversaria |
| -------- | -------------- | -------------- | -------------- | -------------- | -------------- | -------------- | ------- | ------- | ------- | ------- | ------- | --------- | ---------- |
| 2017     | 7              | 0              | 2              | 9              | 222            | 123            | -       | -       | -       | -       | -       | -         | -          |
| Totale   | 7              | 0              | 2              | 9              | 222            | 123            | -       | -       | -       | -       | -       |           |            |

Fonti: Enciclopedia del Football - A cura di Roberto Mezzetti

### Riepilogo fasi finali disputate
| Anno             | Luogo      | Evento             | Fase del torneo | Incontro                                       | Risultato |
| 28 giugno 2009   |            | EFAF Challenge Cup | Semifinale      | Győr Sharks - Kragujevac Wild Boars            | 35 - 0    |
| 2 luglio 2011    | Londra     | EFAF Cup           | Finale          | London Blitz - Kragujevac Wild Boars           | 29 - 7    |
| 17 luglio 2011   |            | Superliga          | Serbian Bowl    | Kragujevac Wild Boars - Beograd Vukovi         | 36 - 51   |
| 8 luglio 2012    |            | Superliga          | Serbian Bowl    | Beograd Vukovi - Kragujevac Wild Boars         | 35 - 24   |
| 7 luglio 2013    |            | Superliga          | Serbian Bowl    | Beograd Vukovi - Kragujevac Wild Boars         | 42 - 0    |
| 5 luglio 2014    |            | Superliga          | Serbian Bowl    | Beograd Vukovi - Kragujevac Wild Boars         | 27 - 17   |
| 20 giugno 2015   | Novi Sad   | Prva Liga          | Semifinale      | Novi Sad Dukes - Kragujevac Wild Boars         | 21 - 14   |
| 10 luglio 2016   | Belgrado   | Prva Liga          | Finale          | Beograd Vukovi - Kragujevac Wild Boars         | 29 - 53   |
| 10 giugno 2017   | Innsbruck  | CEFL               | Finale          | Tirol Raiders - Kragujevac Wild Boars          | 55 - 20   |
| 8 luglio 2017    |            | Prva Liga          | Finale          | Kragujevac Wild Boars - Novi Sad Dukes         | 24 - 16   |
| 8 luglio 2018    | Kragujevac | Prva Liga          | Finale          | Kragujevac Wild Boars - Beograd Vukovi         | 54 - 36   |
| 7 luglio 2019    | Kragujevac | Prva Liga          | Finale          | Kragujevac Wild Boars - Beograd Vukovi         | 60 - 55   |
| 15 novembre 2020 | Kragujevac | Prva Liga          | Semifinale      | Kragujevac Wild Boars - Jagodina Black Hornets | 44 - 65   |
| 27 giugno 2021   |            | Prva Liga          | Semifinale      | Banat Bulls - Kragujevac Wild Boars            | 26 - 24   |
| 10 luglio 2022   |            | Prva Liga          | Serbian Bowl    | Beograd Vukovi - Kragujevac Wild Boars         | 24 - 17   |

## Palmarès
- 9 Campionati serbi (2004, 2006, 2008, 2009, 2010, 2016-2019)
- 2 Campionati flag femminili (2013, 2014)
- 1 Campionato juniores (2013)
- 1 Campionato youth (2014)
- 1 SELAF Bowl[5] (2006)